# Gunnar Nordström
Gunnar Nordström (12. března 1881 – 24. prosince 1923) byl finský teoretický fyzik známý zejména díky své teorii gravitace, jež byla konkurenční teorií k obecné teorii relativity. Nordström bývá moderními autory často označován jako Finský Einstein vzhledem k jeho originální práci v podobné oblasti fyziky a podobnými metodami jako Einstein.

## Vzdělání a kariéra

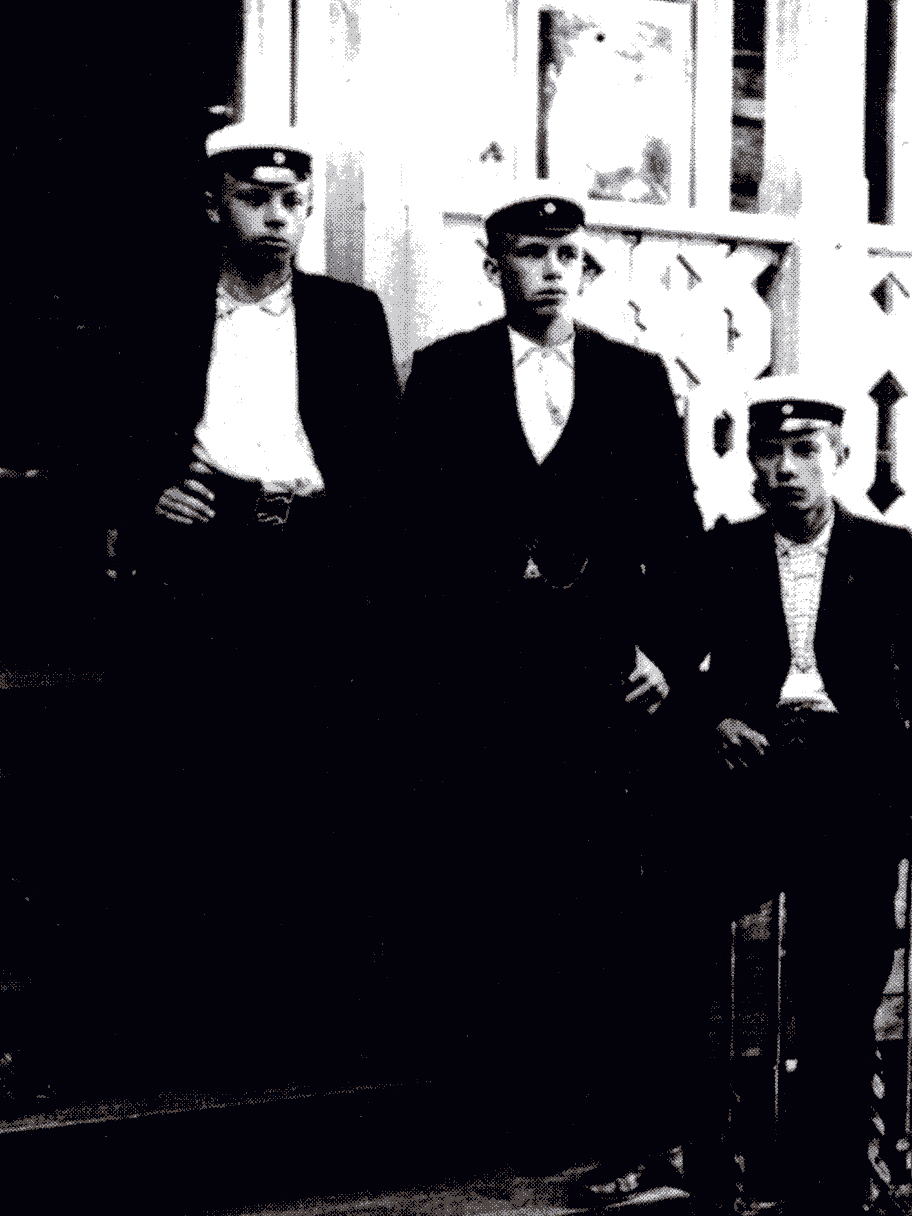
Fotografie pořízená v Helsinkách v roce 1900 zobrazující tři absolventy univerzity, Gunnar Nordström vlevo.

Nordström absolvoval střední školu Brobergska Skolan v centrální části Helsinek v roce 1899. Nejprve studovat strojní inženýrství na Polytechnickém institutu v Helsinkách, jenž byl později přejmenován na Helsinskou technickou univerzitu, která je dnes součástí Aalto-yliopisto. Během studií se začal více zajímat o teoretické předměty, proto se rozhodl věnovat se dále na magisterském studiu přírodním vědám, matematice a ekonomii na Helsinské univerzitě (1903-1907).
Nordström se poté přestěhoval do Göttingenu v Německu, kde na doporučení studoval fyzikální chemii. Nicméně brzy ztratil o tuto oblast zájem a zaměřil se na studium elektrodynamiky, jíž byla univerzita v Göttingenu v té době proslulá. Kvůli dokončení disertační práce na univerzitě v Helsinkách  se v roce 1910 vrátil do Finska. Brzy se na univerzitě stal docentem. Krátce na to jej zaujala nová a bouřlivě se rozvíjející oblast gravitace, kvůli čemuž projevil zájem o práci v Nizozemsku, kde pracovali přední vědci oboru té doby jako Hendrik Lorentz, Paul Ehrenfest nebo Willem de Sitter. V roce 1916 proto Nordström odjel do Leidenu a pracoval zde pod Ehrenfestovým vedením. Značnou dobu strávil v Leidenu, kde se setkal s nizozemskou studentkou fyziky Cornelií van Leeuwenovou, s níž žil a měl několik dětí. Po válce odmítl nabídku profesorského místa na Humboldtově univerzitě, kde místo něj přijali Maxe Borna, a vrátil se do Finska, kde se roce 1918 stal prvním profesorem fyziky a později profesorem mechaniky na Helsinské technické univerzitě.
Jedním z klíčů Nordströmových úspěchů ve fyzice byla jeho schopnost naučit se aplikovat diferenciální geometrii na fyziku, což byl nový přístup, který nakonec vedl Alberta Einsteina k obecné relativitě. V té době dokázalo efektivně využívat tento nový analytický nástroj jen několik dalších vědců.

## Příspěvky k teorii
V době, kdy Nordström pobýval v Leidenu vyřešil polní rovnice pro sféricky symetrické nabité těleso, čímž rozšířil výsledek Hanse Reissnera, který vyřešil rovnice pro na bodový náboj. Metrika pro nerotující nábité těleso je známý jako Reissnerova–Nordströmova metrika. Nordström udržoval častý kontakt s mnoha dalšími významnými fyziků té éry, včetně Niels Bohra a Albert Einstein. Bohrovy příspěvky pomohly Nordströmovi obejít ruskou cenzuru německý příspěvků ve Finsku, které bylo v té době velkovévodstvím ruské říše.
Teorie, díky které se Nordström zřejmě nejvíce proslavil za doby jeho život, byla teorie gravitace, která byla po dlouhou dobu považována za konkurenční teorii k Einsteinově obecné relativitě. V roce 1914 zavedl Nordström další prostorovou dimenzi, která mohla jeho teorii sjednotit s elektromagnetismem. Šlo o první extra dimenzionální teorii, později známou jako Kaluzova–Kleinova teorie. Kaluza a Klein, jejichž jména jsou dnes běžně používána ve spojení s touto teorii publikovali své práce až ve 20 letech. Některé spekulace o tom proč Nordströmův příspěvek upadl do zapomnění tvrdí, že jeho teorie byla částečně publikována ve švédštině a že podobně Einstein v pozdější publikaci odkazuje pouze na Kaluzu. Na počátku 21. století jsou další rozměry ve fyzikálních teoriích široce zkoumány, diskutuje se o nich a existují snahy je experimentálně hledat.
O Nordströmově teorii gravitace bylo následně experimentálně zjištěno, že nepředvídá ohýb světla v gravitačním poli hmotných objektů, což bylo pozorováno během zatmění slunce v roce 1919.Teorie byla tedy méně přesná než Einsteinova. Nicméně Nordström a Einstein byli spolupracující vědci nikoli soupeři, jejich soutěžení tak bylo přátelské. To je zřejmé z Nordströmova veřejného obdivu k Einsteinově práci, o čemž svědčí dva případy kdy Nordström nominoval Einstein na Nobelovu cenu za fyziku za teorii relativity. Einstein nikdy nezískal Nobelovu cenu obecnou teorii relativity, první experimentální důkazy předložené v roce 1919 mohly být v té době stále ještě sporné a nepanovala obecná shoda a porozumění ve vědecké komunitě  ohledně komplexních matematické modelů, které Einstein, Nordström a další vyvinuli. Nordströmova skalární teorie je dnes používána především jako pedagogický nástroj při učení obecné teorie relativity.
Nordström příspěvky k vědě jsou dnes poměrně málo známy na veřejnosti a to dokonce i ve Finsku. Nicméně po jeho smrti se řada finských fyziků a matematiků věnovala teorii relativity a diferenciální geometrii, pravděpodobně v důsledku odkazu který zanechal. Na druhou stranu, nejpozoruhodnější soupeř obecné teorie relativity ve finském vědeckém světě byl Hjalmar Mellin, předchozí rektor Helsinské technické univerzity na níž byl Nordström profesorem.

## Smrt
Nordström zemřel v prosinci 1923 ve věku 42 let na zhoubnou anémii. Nemoc byla možná způsobena jeho vystavení radioaktivním látkám. Nordström se zajímal o radioaktivitu a byl pevně přesvědčený, že radioaktivity je prospěšná pro zdraví. Mezi jeho publikacemi je i jedna z roku 1913 týkající se měření radioaktivity různých pramenů a podzemních vod ve Finsku. Nordström byl známý pro experimentování s radioaktivními látkami a pro dodržování tradice finské sauny pomocí vody z pramene bohatého na radium.

## Vybrané publikace
Během kariéry publikoval Nordström 34 článků a výzkumných prací v různých jazycích včetně němčiny, niozemštiny, finštiny, a švédštiny. Nordström je pravděpodobně první, kdo napsal o teorii relativity ve finštině.
- Die Energiegleichung für das elektromagnetische Feld bewegter Körper, 1908, Doctoral dissertation
- Rum och tid enligt Einstein och Minkowski, 1909, published in a series of the Finnish Society of Sciences and Letters: Öfversigt af Finska Vetenskaps-Societetens Förhandlingar
- Relativitätsprinzip und Gravitation, 1912, in Physikalische Zeitschrift
- Träge und Schwere Masse in der Relativitätsmechanik, 1913, in Annalen der Physik
- Über die Möglichkeit, das Elektromagnetische Feld und das Gravitationsfeld zu vereiningen, 1914, in Physikalische Zeitschrift
- Zur Elektrizitäts- und Gravitationstheorie, 1914, in the series Öfversigt
- Über eine mögliche Grundlage einer Theorie der Materie, 1915, in the series Öfversigt
- Een en ander over de energie van het zwaarte krachtsveld volgens de theorie van Einstein, 1918